# 訃報 1975年
訃報 1975年（ふほう 1975ねん）は、1975年（昭和50年）中に物故した人物をまとめたものである。詳細は月別訃報記事を参照のこと。

## 月別の訃報記事一覧
- 訃報 1975年1月
- 訃報 1975年2月
- 訃報 1975年3月
- 訃報 1975年4月
- 訃報 1975年5月
- 訃報 1975年6月
- 訃報 1975年7月
- 訃報 1975年8月
- 訃報 1975年9月
- 訃報 1975年10月
- 訃報 1975年11月
- 訃報 1975年12月

## 関連書籍
- 『現代物故者事典 総索引（昭和元年～平成23年）①政治・経済・社会篇』日外アソシエーツ、2012年10月1日。ISBN 978-4-8169-2383-8。
- 『現代物故者事典 総索引（昭和元年～平成23年）②学術・文芸・芸術篇』日外アソシエーツ、2012年11月1日。ISBN 978-4-8169-2384-5。